# Streetsville Dalmacija
Streetsville Dalmacija je hrvatski nogometni klub iz Kanade osnovan 1992. godine. Član je Hrvatskog nacionalnog nogometnog saveza Kanade i SAD. Klub je bio domaćin Hrvatskog nacionalnog nogometnog turnira SAD-a i Kanade 2014. godine.